# Myself世界巡迴演唱會
Myself世界巡迴演唱會（英語：Myself World Tour）是臺灣歌手蔡依林的第3輪巡迴演唱會。巡演於2010年12月24日在臺灣臺北市臺北小巨蛋開始，並於2013年4月13日在臺灣高雄市高雄巨蛋結束。巡演歷時兩年零四個月，涵蓋亞洲、歐洲和大洋洲31個城市，總計舉辦35場次，吸引約60萬名觀眾，票房達新臺幣15億元。

## 背景
2010年8月13日，蔡依林發行她的第11張原創錄音室專輯《Myself》。同月26日，蔡依林透露她將於同年12月聖誕節前後展開新巡演。同年11月6日，蔡依林宣布將於12月24日在臺灣臺北市臺北小巨蛋開始她的第三輪巡演「Myself世界巡迴演唱會」，並以「全民派對」為主題。

## 商業表現
巡演的臺北場於2010年11月6日中午12點開始售票，全部門票在兩天內售罄，因此宣布於同年12月26日在臺北加開場次。2011年4月2日，媒體透露該巡演於同年6月24日香港場的所有門票在開票當日售罄，隨後宣布於同年6月25日在香港加開場次。該巡演的高雄場於2013年3月16日下午1點開始售票，全部門票在18分鐘內售罄。

## 影音發行
2013年10月19日，蔡依林為「Myself世界巡迴演唱會」發行現場影音專輯《Myself世界巡迴演唱會 台北安可場》。專輯收錄了2012年12月22日至23日在臺灣臺北市臺北小巨蛋的現場表演內容。專輯分為「舞裝紀實版」和「限量晶裝版」兩個版本，前者收錄39首現場表演曲目和歌曲〈旅程〉的MV，後者除了收錄前者的內容外，還額外收錄了巡演的幕後花絮、高雄場雙人鋼管舞以及特別重拍的單人鋼管舞表演影片。

## 表演曲目
1. 〈花蝴蝶〉
2. 〈玩美〉
3. 〈黑髮尤物〉
4. 〈Vogue〉
5. 〈美人計〉
6. 〈降落傘〉
7. 〈Love Love Love〉
8. 〈玩愛之徒〉
9. 〈愛情三十六計〉
10. 〈冷·暴力〉
11. 〈天空〉
12. 〈小傷口〉
13. 〈特務J〉
14. 〈招牌動作〉
15. 〈大丈夫〉
16. 〈睜一隻眼閉一隻眼〉
17. 〈倒帶〉
18. 〈無言以對〉
19. 〈我知道你很難過〉
20. 〈你還愛我嗎〉
21. 〈什麽樣的愛〉
22. 〈馬德里不思議〉
23. 〈即時生效〉
24. 〈派大星〉
25. 〈日不落〉
26. 〈Mr. Q〉
27. 〈舞孃〉
28. 〈七上八下〉
29. 〈Music〉
30. 〈Can't Get You Out of My Head（英语：Can't Get You Out of My Head）〉
31. 〈Just Dance〉
32. 〈唯舞獨尊〉
33. 〈野蠻遊戲〉
34. 〈看我72變〉
35. 〈愛無赦〉

1. 〈大藝術家〉
2. 〈玩美〉
3. 〈黑髮尤物〉
4. 〈Dr. Jolin〉
5. 〈美人計〉
6. 〈詩人漫步〉
7. 〈Love Love Love〉
8. 〈玩愛之徒〉
9. 〈愛情三十六計〉
10. 〈冷·暴力〉
11. 〈天空〉
12. 〈小傷口〉
13. 〈特務J〉
14. 〈招牌動作〉
15. 〈大丈夫〉
16. 〈睜一隻眼閉一隻眼〉
17. 〈倒帶〉
18. 〈無言以對〉
19. 〈我知道你很難過〉
20. 〈你還愛我嗎〉
21. 〈什麽樣的愛〉
22. 〈我〉
23. 〈馬德里不思議〉
24. 〈說愛你〉
25. 〈日不落〉
26. 〈Mr. Q〉
27. 〈舞孃〉
28. 〈七上八下〉
29. 〈Music〉
30. 〈Can't Get You Out of My Head〉
31. 〈Just Dance〉
32. 〈唯舞獨尊〉
33. 〈野蠻遊戲〉
34. 〈看我72變〉
35. 〈愛無赦〉

1. 〈美人計〉
2. 〈玩美〉
3. 〈黑髮尤物〉
4. 〈花蝴蝶〉
5. 〈大藝術家〉
6. 〈馬賽克〉
7. 〈Love Love Love〉
8. 〈愛情三十六計〉
9. 〈冷·暴力〉
10. 〈天空〉
11. 〈詩人漫步〉
12. 〈特務J〉
13. 〈Beast〉
14. 〈玩愛之徒〉
15. 〈招牌動作〉
16. 〈大丈夫〉
17. 〈睜一隻眼閉一隻眼〉
18. 〈我知道你很難過〉
19. 〈離人節〉
20. 〈開場白〉
21. 〈愛上了一條街〉
22. 〈你怎麽連話都說不清楚〉
23. 〈檸檬草的味道〉
24. 〈妥協〉
25. 〈假裝〉
26. 〈倒帶〉
27. 〈Don't Stop〉
28. 〈馬德里不思議〉
29. 〈十三號星期舞〉
30. 〈日不落〉
31. 〈Mr. Q〉
32. 〈七上八下〉
33. 〈舞孃〉
34. 〈迷幻〉
35. 〈Dr. Jolin〉
36. 〈唯舞獨尊〉
37. 〈我〉
38. 〈野蠻遊戲〉
39. 〈看我72變〉
40. 〈愛無赦〉

- 2011年5月21日上海場至2012年8月25日澳門場，蔡依林未演唱〈派大星〉。
- 2011年5月21日上海場，蔡依林和周杰倫共同演唱〈無言以對〉，周杰倫演唱〈七里香〉[13]。
- 2011年5月28日北京場，蔡依林和周杰倫共同演唱〈星晴〉、〈說愛你〉和〈今天妳要嫁給我〉[14]。
- 2011年6月24日香港場，蔡依林演唱〈曖昧〉和廣東版〈假裝〉[15]。
- 2011年6月25日香港場，蔡依林演唱〈愛與痛的邊緣〉和廣東版〈假裝〉[16]。
- 2011年7月2日廣州場，蔡依林演唱〈給自己的情書〉[17]。
- 2012年12月23日臺北場，蔡依林和陳信宏共同演唱〈春嬌與志明〉和〈墓仔埔也敢去〉[18]。
- 2013年4月13日高雄場，蔡依林演唱〈愛情的騙子我問你〉、〈愛情恰恰〉和〈舞女〉[19]。

## 場次
| 日期           | 國家     | 城市     | 場館                     | 觀眾人數 | 票房            |
| -------------- | -------- | -------- | ------------------------ | -------- | --------------- |
| 2010年12月24日 | 臺灣     | 臺北市   | 臺北小巨蛋               | 30,000   | 新臺幣7,500萬元 |
| 2010年12月25日 | 臺灣     | 臺北市   | 臺北小巨蛋               | 30,000   | 新臺幣7,500萬元 |
| 2010年12月26日 | 臺灣     | 臺北市   | 臺北小巨蛋               | 30,000   | 新臺幣7,500萬元 |
| 2011年5月7日   | 新加坡   | 新加坡   | 新加坡室內體育館         | 8,000    | 未知            |
| 2011年5月21日  | 中國     | 上海市   | 虹口足球場               | 28,000   | 未知            |
| 2011年5月28日  | 中國     | 北京市   | 工人體育場               | 40,000   | 未知            |
| 2011年6月11日  | 馬來西亞 | 吉隆坡   | 默迪卡體育場             | 13,000   | 未知            |
| 2011年6月24日  | 中國     | 香港     | 香港體育館               | 未知     | 未知            |
| 2011年6月25日  | 中國     | 香港     | 香港體育館               | 未知     | 未知            |
| 2011年7月2日   | 中國     | 廣州市   | 廣州體育館               | 未知     | 未知            |
| 2011年7月16日  | 中國     | 常州市   | 常州奧體中心新城體育場   | 30,000   | 未知            |
| 2011年8月26日  | 中國     | 江陰市   | 江陰市體育中心體育場     | 未知     | 未知            |
| 2011年9月9日   | 中國     | 天津市   | 天津奧體中心體育場       | 未知     | 未知            |
| 2011年9月17日  | 中國     | 南京市   | 南京奧體中心體育場       | 未知     | 未知            |
| 2012年4月20日  | 中國     | 溫州市   | 溫州體育中心體育場       | 20,000   | 未知            |
| 2012年7月14日  | 中國     | 上海市   | 梅賽德斯-奔馳文化中心    | 未知     | 未知            |
| 2012年8月25日  | 中國     | 澳門     | 金光綜藝館               | 未知     | 未知            |
| 2012年9月15日  | 中國     | 北京市   | 工人體育館               | 未知     | 未知            |
| 2012年9月22日  | 中國     | 佛山市   | 嶺南明珠體育館           | 未知     | 未知            |
| 2012年10月21日 | 英國     | 倫敦     | 溫布利體育館             | 7,000    | 未知            |
| 2012年10月27日 | 中國     | 泉州市   | 海峡体育中心体育场       | 未知     | 未知            |
| 2012年11月3日  | 中國     | 深圳市   | 深圳灣體育中心春繭體育館 | 未知     | 未知            |
| 2012年11月16日 | 馬來西亞 | 雲頂高原 | 雲頂雲星劇場             | 未知     | 未知            |
| 2012年11月24日 | 中國     | 福州市   | 福建省體育中心體育場     | 未知     | 未知            |
| 2012年12月8日  | 中國     | 成都市   | 四川省體育館             | 未知     | 未知            |
| 2012年12月16日 | 中國     | 廣州市   | 廣州國際體育演藝中心     | 18,000   | 未知            |
| 2012年12月22日 | 臺灣     | 臺北市   | 臺北小巨蛋               | 30,000   | 新臺幣6,000萬元 |
| 2012年12月23日 | 臺灣     | 臺北市   | 臺北小巨蛋               | 30,000   | 新臺幣6,000萬元 |
| 2012年12月29日 | 中國     | 昆明市   | 新亞洲體育場星耀體育館   | 未知     | 未知            |
| 2013年1月5日   | 中國     | 揚州市   | 揚州市體育公園體育館     | 未知     | 未知            |
| 2013年2月19日  | 澳大利亞 | 雪梨     | 星港演藝中心             | 未知     | 未知            |
| 2013年3月9日   | 中國     | 成都市   | 四川省體育館             | 未知     | 未知            |
| 2013年3月23日  | 中國     | 南寧市   | 廣西體育中心體育館       | 未知     | 未知            |
| 2013年3月30日  | 中國     | 宜賓市   | 宜賓市體育中心           | 15,000   | 未知            |
| 2013年4月13日  | 臺灣     | 高雄市   | 高雄巨蛋                 | 12,000   | 未知            |
| 總計           | 總計     | 總計     | 總計                     | 600,000  | 新臺幣15億元    |

### 取消場次
| 日期          | 國家 | 城市   | 場館         | 原因 |
| ------------- | ---- | ------ | ------------ | ---- |
| 2012年12月1日 | 中國 | 天津市 | 天津體育中心 | 未知 |
| 2013年3月23日 | 中國 | 武漢市 | 洪山體育館   | 未知 |

## 幕後人員
該人員名單摘自該巡演現場影音專輯的片尾的名單。
- 陳鎮川—監製
- 蔡依林—藝術總監
- 吳政育—導演
- 劉寬—舞台總監
- 郭嘉霖—舞台監督
- 莊佩禎—演唱會製作
- 彭佳玲—演唱會製作
- 洪冠喬—演唱會製作
- 林穀聖—演唱會製作
- 陳漢忠—演唱會製作
- 李佳珮—演唱會製作
- 胡順凱—演唱會製作
- 宮念慈—演唱會製作
- 林爵卿—演唱會製作
- 劉亞雲—演唱會製作
- 鍾宜瑩—演唱會製作
- 楊明佃—演唱會製作
- 林郁翔—演唱會製作
- 羅培根—演唱會製作
- 陳璿元—演唱會製作
- 阿弟仔—音樂總監
- Jakub Christian Groos—樂隊指揮
- 林於賢—鍵盤
- 邱培榮—貝斯
- Mike C McLaughlin—吉他
- 毛琮文—吉他
- Alex Edward Morris—鼓
- Donnell Spencer Jr—鼓
- 嚴嘉慶—Programmer
- 李治逸—Programmer
- 馬毓芬—合音
- 李寶琦—合音
- 林美璊—合音
- 莊蕙如—合音
- 張勝豐—舞蹈統籌
- Parris Goebel（英语：Parris Goebel）—舞蹈設計
- Mahlysh Zhanna—舞蹈設計、鋼管舞老師
- Andre Fuentes—舞蹈設計
- Benny Ninja（英语：Benny Ninja）—舞蹈設計
- Angie Chen—舞蹈設計
- 2XS—舞蹈協力
- 陳淑誼—舞蹈助理
- 陳裕琦—舞者
- 阮靖容—舞者
- 廖梓筠—舞者
- 蔡怡梵—舞者
- 徐毓雯—舞者
- 詹倩懿—舞者
- 周瑞芳—舞者
- 福岡泳子—舞者
- 李佳蕙—舞者
- 李芷儀—舞者
- 李史儀—舞者
- 陳柏傑—舞者
- 陳致宇—舞者
- 詹皓翔—舞者
- 許宸誌—舞者
- 王煥羽—舞者
- 王思詠—舞者
- 張庭歡—舞者
- 黃伊瑩—舞者
- 張舒涵—舞者
- Dra Shawn Lamont Thomas Young—舞者
- Jonathan Pekelo Sampaga—舞者
- Jonnathan Burine—舞者
- Miguel Zarate—舞者
- Javier—舞者
- Dane Ram—舞者
- 林瑩玲—芭蕾舞者
- 張逸單—雙人鋼管舞者
- 簡淑玲—藝人化妝
- 姚純美—藝人化妝
- 何翰聰—藝人髮型
- Thomas—藝人造型
- 藍予晨—Dresser
- 李玉涵—Dresser
- 廖乙璇—服裝管理
- 寇庭瑀—服裝管理
- 劉恩婷—服裝管理
- 陳寶玟—服裝管理
- 藍予婕—服裝管理
- 陳子澄—DJ
- Joe Tai—舞台設計（臺北場）
- 周炳坤—舞台設計（高雄場）
- 創意舞台—舞台工程（臺北場）
- 文輝舞台—舞台工程（高雄場）
- 李玲玲—導播
- 正點錄影傳播有限公司—錄影工程
- 鼎益鑫科技股份有限公司—燈光工程、視訊工程
- 司徒小波—燈光設計
- 許志瑜—燈光設計
- 梁耀祖—燈光設計
- 陳偉康—燈光設計
- 唐健文—燈光設計
- 立本雷射—雷射工程
- 林耀忠—雷射設計
- 傅光輝—雷射設計
- 泰勒司國際股份有限公司—音響工程
- Yoshihiro Takeda—音響設計
- Toshiyuki Ikai—音響設計
- Masako Matsuda—音響設計
- Hirotaka Osawa—音響設計
- 實力影像設計—動畫設計、設覺執行
- 太極—動畫設計
- 星際舞台特效工程有限公司—特效工程
- 鴻洲企業有限公司—電力工程